# Gudmund Svensson
Gudmund Svensson, var en svensk borgmästare.

## Biografi
Gudmund Svensson var son till borgaren Sven Månsson i Jönköping. Gudmund Svensson var borgare i Jönköping. Han blev 1577 kämnär i staden och var därefter rådman. Från 1594 till 1595 var han borgmästare i Jönköping. Han satt i rådet sista gången 14 juli 1602 och avled före 1604.

### Familj
Gudmund Svensson hade i första giftet sonen Peder Gudmundsson Strömberg, som blev borgmästare i Jönköping. Han har gifte sig andra gången med Estrid Andersdotter.